# Ojo de Agua (Mexico)
Ojo de Agua is een plaats in de Mexicaanse staat Mexico. De plaats heeft 161.820 inwoners (census 2005) en is gelegen in de gemeente Tecámac.